# 河華路
河華路（Hehua Rd.）為高雄市岡山區的東西向主要道路，起端為岡山路，末端為前峰路，並由巨輪路銜接。本道路是岡山籃籗會主要場地。

## 行經行政區域
- 岡山區

## 沿線設施
（由東至西）
- 國立岡山高級農工職業學校
- 阿公店溪

## 公共自行車
- 高雄市公共自行車租賃系統：
  - 河華岡山路口南側：岡山路586號旁
  - 河華壽華路口：河華路/壽華路(西南側)
  - 河華前峰路口：河華路111號(前人行道)

## 相關連結
- 高雄市主要道路列表